# Luca Guadagnino
Luca Guadagnino (sinh ngày 10 tháng 8 năm 1971) là một đạo diễn phim người Ý. Ông đã phối hợp một số lần với Tilda Swinton, trong những phim The Protagonists (1999), I Am Love (2010), A Bigger Splash (2015) và sắp tới Suspiria (2018), một phiên bản làm lại năm 1977. Là đạo diễn và sản xuất Call Me by Your Name (2017), Guadagnino được khen ngợi rộng rãi và một số giải thưởng, bao gồm đề cử một Giải Oscar cho Phim xuất sắc nhất và Giải BAFTA cho Đạo diễn xuất sắc nhất.

## Cuộc đời và giáo dục
Sinh ra vào năm 1971 ở Palermo, Ý để một người cha Sicilia và một người mẹ Algeria, Guadagnino đã trải qua thời thơ ấu của mình ở Ethiopia, nơi cha ông dạy lịch sử và người Ý. Ông nghiên cứu văn học tại trường Đại học của Palermo, và tốt nghiệp từ Trường đại học Sapienza của Rome trong khoa Lịch sử và Phê bình Điện ảnh, với một luận án về nhà làm phim người Mỹ Jonathan Demme.

## Sự nghiệp
Guadagnino ra mắt vai trò đạo diễn với bộ phim The Protagonists (1999), được trình bày ở Liên hoan phim Venice. Vào năm 2002, ông đã đạo diễn Mundo Civilizado, được giới thiệu ở Liên hoan phim Locarno năm 2003. Bộ phim năm 2004 của ông, Cuoco Contadino đã được giới thiệu tại Liên hoan phim Venice, và Melissa P. đã ra mắt thành công vào năm sau.
Trong năm 2009, ông chỉ đạo, viết và sản xuất vở nhạc kịch I Am Love. Trình bày tại một số liên hoan phim quốc tế, bộ phim đã thành công ngay lập tức với các nhà phê bình và khán giả. Trong năm 2010, nó đã được đề cử Giải Oscar cho Thiết kế trang phục Xuất sắc nhất, Giải Quả cầu vàng cho Phim nước ngoài Hay nhất, và Giải BAFTA cho phim Hay nhất không phải bằng tiếng Anh.

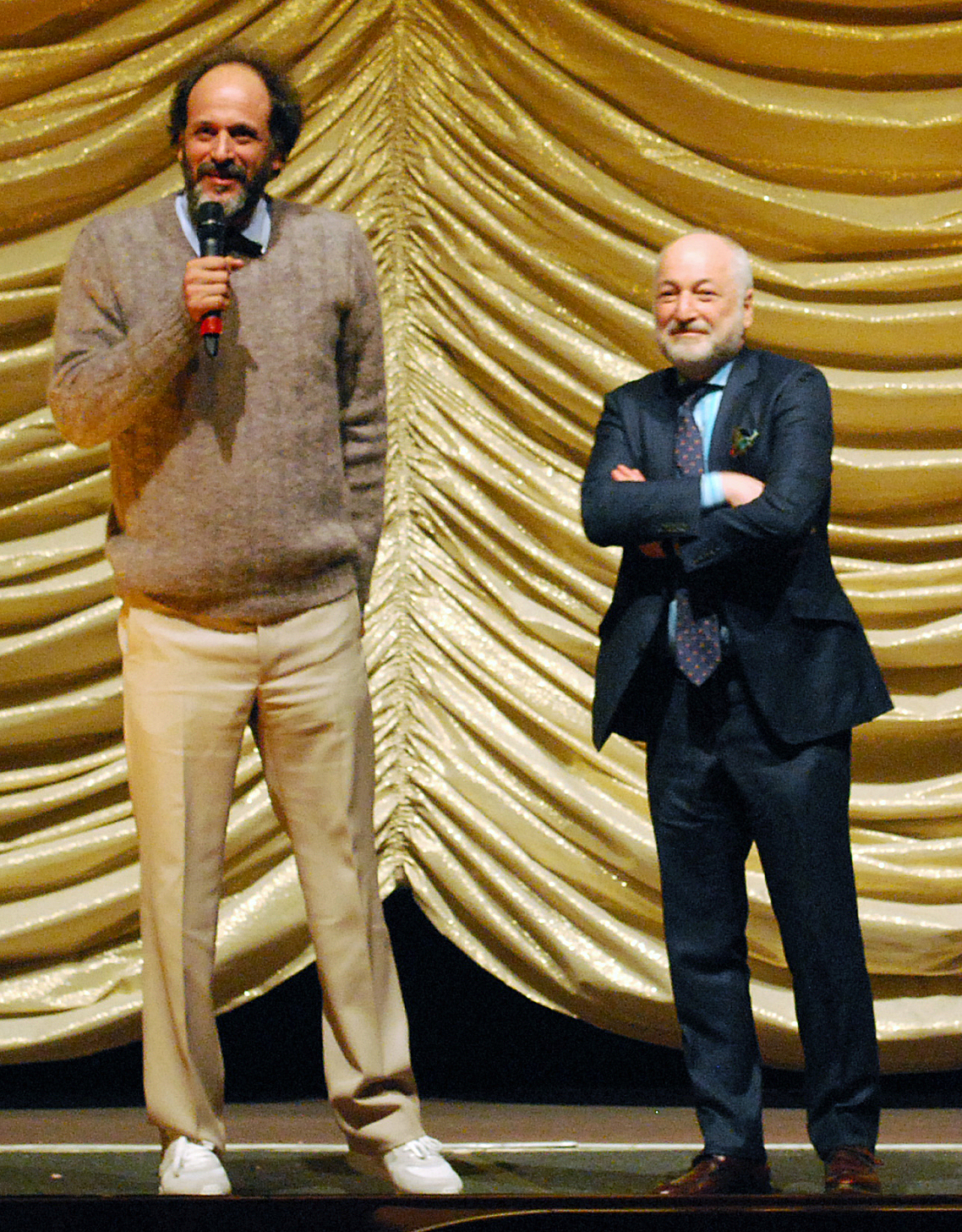
Guadagnino và André Aciman tại một buổi chiếu của Call Me by Your Name, tại Liên hoan phim quốc tế Berlin 2017

Vào năm 2011, Guadagnino đạo diễn Inconscio Italiano, một bộ phim tài liệu dài đặc trưng được giới thiệu tại Liên hoan phim Locarno. Tác phẩm của ông trong phim tài liệu tiếp tục với Bertolucci trong Bertolucci (2013), được trưng bày tại Liên hoan phim Venice, Liên hoan phim Luân Đôn và Paris Cinemathèque, và 50 lễ hội khác trong năm 2013 và 2014. Cùng đạo diễn với Walter Fasano, phim tài liệu được thực hiện hoàn toàn từ tài liệu lưu trữ và nhận được giải thưởng quốc tế hàng đầu.
Là nhà sản xuất, anh nhận ra bộ phim ngắn nhận được Diarchia (2010), đạo diễn bởi Ferdinando Cito Filomarino (đối tác của Guadagnino), đã giành giải Pianifica tại Liên hoan phim Locarno, nhận được một đề cập đặc biệt tại Liên hoan phim Sundance năm 2011, đã được đề cử giải Phim ngắn Hay nhất tại Giải thưởng điện ảnh châu Âu và giành giải thưởng cho Đạo diễn Xuất sắc nhất của Phim ngắn tại Nastri d'Argento. Ông cũng sản xuất tính năng của Antomarino Antonia. trong năm 2015.
Guadagnino đã sản xuất phim truyện Padroni di casa của Edoardo Gabbriellini, được trình bày tại Liên hoan phim Locarno.
Trong năm 2015, Guadagnino đạo diễn phim khiêu dâm A Bigger Splash với Tilda Swinton, Matthias Schoenaerts, Ralph Finnes và Dakota Johnson. Bộ phim ra mắt tại Liên hoan phim Venice lần thứ 72, nơi nó đã được lựa chọn cho cuộc thi chính. Bộ phim tiếp theo của Guadagnino là Call Me by Your Name, một bản chuyển thể của tiểu thuyết cùng tên của André Aciman, với sự tham gia của Timothée Chalamet, Armie Hammer và Michael Stuhlbarg. Việc quay phim diễn ra tại Crema, Ý, vào tháng 5 và tháng 6 năm 2016, và bộ phim ra mắt tại Liên hoan phim Sundance 2017. Nó đã được phát hành tại Anh vào ngày 27 tháng 10 năm 2017 và tại Hoa Kỳ vào ngày 24 tháng 11.

### Dự định sắp tới
Vào tháng 9 năm 2015, Guadagnino đã thông báo tại Liên hoan phim Venice lần thứ 72 kế hoạch chỉ đạo một phiên bản làm lại của phim Suspiria của Dario Argento với bốn diễn viên chính của A Bigger Splash. Guadagnino sẽ thiết lập phiên bản của mình tại Berlin vào khoảng năm 1977 - năm mà bộ phim gốc được phát hành - và sẽ tập trung vào "khái niệm [và…] lực lượng kiên quyết của tình mẹ". Vào ngày 23 tháng 11 năm 2015, Guadagnino xác nhận rằng Tilda Swinton và Dakota Johnson sẽ xuất hiện trong phim; phim bắt đầu quay tại Ý vào tháng 10 năm 2016 và kết thúc vào ngày 10 tháng 3 năm 2017 tại Berlin.
Vào tháng 5 năm 2017, nó đã được công bố Guadagnino được gắn trực tiếp với Rio từ một kịch bản của Steven Knight, với Benedict Cumberbatch và Jake Gyllenhaal. Vào tháng 11 năm 2017, Michelle Williams đã tham gia dự án.
Vào tháng 7 năm 2017, đã có thông báo rằng Guadagnino được gắn trực tiếp một phiên bản của Swan Lake từ kịch bản của Kristina Lauren Anderson, với Felicity Jones gắn liền với vai chính. Universal Pictures sẽ phân phối. Hơn nữa, vào tháng 12 năm 2017, nó đã được thông báo rằng ông sẽ đạo diễn Burial Rites, dựa trên tiểu thuyết cùng tên năm 2013, với Jennifer Lawrence sản xuất và đóng vai Agnes Magnusdottir, người phụ nữ cuối cùng được thực hiện ở Iceland.
Sau khi xác nhận trong một cuộc phỏng vấn, Guadagnino có kế hoạch làm phần tiếp theo của Call Me by Your Name.

### Các hoạt động khác
Guadagnino đã có mặt hai lần trong ban giám khảo của Liên hoan phim Torino: vào năm 2003 cho phần Phim ngắn và năm 2006 cho Ban giám khảo chính thức. Năm 2010, ông là thành viên của Liên hoan phim Venice và vào năm 2011 ông là chủ tịch của Liên hoan phim Beirut và là ban giám khảo của Liên hoan phim Locarno.
Ngoài làm phim, ông bắt đầu làm việc với nhà thời trang Fendi của Ý vào năm 2005. Vào năm 2012 ông đã tạo Frenesy, một công ty sản xuất và sáng tạo để hình thành và triển khai truyền thông cho các thương hiệu cao cấp, sản xuất phim thời trang, video và quảng cáo in và sự kiện.
Guadagnino đứng đầu ban giám khảo cho Giải thưởng Louis Vuitton Journey năm 2012, một cuộc thi quốc tế dành riêng cho các nhà làm phim trẻ. Ông cũng tham gia như một thành viên ban giám khảo trong ấn bản đầu tiên của Liên hoan phim thời trang Milano vào năm 2014, chủ trì bởi Franca Sozzani, tổng biên tập tạp chí Vogue Ý.
Vào tháng 12 năm 2011, ông xuất hiện lần đầu với tư cách là một đạo diễn opera với Falstaff của Giuseppe Verdi ở Nhà hát Filarmonico ở Verona, Ý.

## Các bộ phim

### Phim truyện
| Năm  | Tựa                                                   | Đạo diễn | Biên kịch | Nhà sản xuất | Chú thích                                      |
| ---- | ----------------------------------------------------- | -------- | --------- | ------------ | ---------------------------------------------- |
| 1999 | The Protagonists                                      | Có       | Có        |              |                                                |
| 2003 | Mundo civilizado                                      | Có       |           |              | Phim tài liệu                                  |
| 2003 | The Making of Lotus                                   | Có       |           |              | Phim tài liệu                                  |
| 2004 | Cuoco contadino                                       | Có       | Có        |              | Phim tài liệu                                  |
| 2005 | Melissa P.                                            | Có       | Có        |              |                                                |
| 2008 | The Love Factory No. 3 Pippo Delbono – Bisogna morire | Có       | Có        | Có           | Phim tài liệu                                  |
| 2009 | I Am Love                                             | Có       | Có        | Có           |                                                |
| 2011 | Inconscio italiano                                    | Có       |           |              | Phim tài liệu                                  |
| 2012 | Padroni di casa                                       |          |           | Có           |                                                |
| 2013 | Bertolucci on Bertolucci                              | Có       |           | Có           | Phim tài liệu, Đồng đạo diễn với Walter Fasano |
| 2014 | Belluscone: A Sicilian Story                          |          |           | Có           | Phim tài liệu, Liên kết sản xuất               |
| 2015 | Antonia.                                              |          |           | Có           |                                                |
| 2015 | A Bigger Splash                                       | Có       |           | Có           |                                                |
| 2016 | Ombre dal fondo                                       |          |           | Có           | Phim tài liệu                                  |
| 2017 | Call Me by Your Name                                  | Có       |           | Có           |                                                |
| 2018 | Suspiria                                              | Có       |           | Có           |                                                |

### Phim ngắn
| Năm  | Tựa                                                    | Đạo diễn | Biên kịch | Nhà sản xuất | Chú thích     |
| ---- | ------------------------------------------------------ | -------- | --------- | ------------ | ------------- |
| 1997 | Qui                                                    | Có       |           |              |               |
| 2000 | L'uomo risacca                                         | Có       |           |              |               |
| 2001 | Au Revoir                                              | Có       | Có        |              |               |
| 2002 | Rosso                                                  |          |           | Có           |               |
| 2002 | Tilda Swinton: The Love Factory                        | Có       |           |              | Phim tài liệu |
| 2004 | Arto Lindsay Perdoa a Beleza (The Love Factory Series) | Có       |           |              | Phim tài liệu |
| 2007 | Part Deux                                              | Có       |           |              |               |
| 2007 | Delfinasia                                             |          |           | Có           |               |
| 2010 | Diarchia                                               |          |           | Có           |               |
| 2010 | Chronology                                             | Có       | Có        |              |               |
| 2019 | The Staggering Girl                                    | Có       |           |              |               |

### Quảng cáo
| Năm  | Tựa             | Đạo diễn | Biên kịch | Nhà sản xuất | Chú thích                                 | Tham khảo |
| ---- | --------------- | -------- | --------- | ------------ | ----------------------------------------- | --------- |
| 2012 | Destinée        | Có       |           |              | quảng cáo 7 phút của Cartier              | [ 15 ]    |
| 2012 | Here            | Có       | có        |              | quảng cáo 15 phút của Starwood Hotels     | [ 16 ]    |
| 2012 | One Plus One    | Có       |           |              | quảng cáo 3 phút của Giorgio Armani       | [ 17 ]    |
| 2012 | The Switch      |          |           | Có           | quảng cáo 2 phút của Tod’s                | [ 18 ]    |
| 2013 | Adele's Dream   |          |           | Có           | quảng cáo 3 phút của Fendi                | [ 19 ]    |
| 2013 | Walking Stories | Có       |           | Có           | quảng cáo 21 phút của Salvatore Ferragamo | [ 20 ]    |
| 2014 | A Rose Reborn   |          |           | Có           | quảng cáo 19 phút của Ermenegildo Zegna   | [ 21 ]    |

## Đời sống cá nhân
Guadagnino là một người đồng tính công khai. Ông sống và làm việc trong một lâu đài thế kỷ 17 ở trung tâm của Crema, một thành phố cách Milano bốn mươi phút. Tính đến năm 2017, ông đã hẹn hò với đạo diễn phim người Ý Ferdinando Cito Filomarino,giám đốc đơn vị thứ hai của nhiều bộ phim của Guadagnino, và có bộ phim Antonia do Guadagnino sản xuất.

## Giải thưởng và đề cử
| Năm  | Giải                                                 | Hạng mục                                                     | Phim đề cử               | Kết quả      | Tham khảo     |
| ---- | ---------------------------------------------------- | ------------------------------------------------------------ | ------------------------ | ------------ | ------------- |
| 1999 | Liên hoan phim Venezia                               | FEDIC - Giải đặc biệt của Ban giám khảo                      | The Protagonists         | Đoạt giải    |               |
| 2008 | Liên hoan phim Turin                                 | Phim tài liệu Ý hay nhất                                     | The Love Factory No. 3   | Đoạt giải    |               |
| 2009 | Liên hoan phim Venezia                               | Queer Lion                                                   | I Am Love                | Đề cử        | [ 26 ]        |
| 2010 | Liên hoan phim quốc tế Berlin                        | Giải thưởng điện ảnh quốc tế dành cho bộ phim có chủ đề LGBT | I Am Love                | Đề cử        | [ 27 ]        |
| 2010 | Liên hoan phim quốc tế Boulder                       | Phim truyện hay nhất                                         | I Am Love                | Đoạt giải    | [ 28 ]        |
| 2010 | Giải Ruy băng Bạc                                    | Giải cốt truyện gốc hay nhất                                 | I Am Love                | Đề cử        |               |
| 2010 | Liên hoan phim quốc tế Santa Barbara                 | Phim quốc tế hay nhất                                        | I Am Love                | Đề cử        | [ 29 ]        |
| 2011 | Giải Liên minh các nhà báo phim phụ nữ               | Phim nói tiếng nước ngoài hay nhất                           | I Am Love                | Đề cử        | [ 30 ]        |
| 2011 | Giải thưởng Điện ảnh của Viện hàn lâm Vương quốc Anh | Phim Tiếng Nước Ngoài xuất sắc nhất                          | I Am Love                | Đề cử        | [ 31 ]        |
| 2011 | Giải Sự lựa chọn của Các nhà phê bình điện ảnh       | Phim ngoại ngữ hay nhất                                      | I Am Love                | Đề cử        | [ 32 ]        |
| 2011 | Giải Quả cầu vàng                                    | Phim ngoại ngữ hay nhất                                      | I Am Love                | Đề cử        | [ 33 ]        |
| 2014 | Giải Ruy băng Bạc                                    | Phim tài liệu hay nhất                                       | Bertolucci on Bertolucci | Đề cử        |               |
| 2015 | Liên hoan phim Venezia                               | Giải Sư tử vàng                                              | A Bigger Splash          | Đề cử        | [ 34 ]        |
| 2015 | Liên hoan phim Venezia                               | Giải Soundtrack Stars                                        | A Bigger Splash          | Đoạt giải    | [ 34 ]        |
| 2015 | Liên hoan phim Venezia                               | Giải Besy Innovative Budget                                  | A Bigger Splash          | Đoạt giải    | [ 34 ]        |
| 2017 | Giải The Advocate cho nhân vật của năm               | Giải The Advocate cho nhân vật của năm                       | —                        | Chung cuộc   | [ 35 ]        |
| 2017 | Liên hoan phim Adelaide                              | Phim hay nhất                                                | Call Me by Your Name     | Đề cử        | [ 36 ]        |
| 2017 | Liên hoan phim quốc tế Berlin                        | Phim hay nhất                                                | Call Me by Your Name     | Đề cử        | [ 37 ]        |
| 2017 | Liên hoan phim Chéries-Chéris                        | Phim hay nhất                                                | Call Me by Your Name     | Đoạt giải    | [ 38 ]        |
| 2017 | Giải Chicago Film Critics Association                | Phim hay nhất                                                | Call Me by Your Name     | Đề cử        | [ 39 ]        |
| 2017 | Giải Chicago Film Critics Association                | Đạo diễn xuất sắc nhất                                       | Call Me by Your Name     | Đề cử        | [ 39 ]        |
| 2017 | Giải Dallas–Fort Worth Film Critics Association      | Phim hay nhất                                                | Call Me by Your Name     | 4th place    | [ 40 ]        |
| 2017 | Giải Florida Film Critics Circle                     | Phim hay nhất                                                | Call Me by Your Name     | Đề cử        | [ 41 ]        |
| 2017 | Liên hoan phim quốc tế Flanders Ghent                | Phim hay nhất                                                | Call Me by Your Name     | Đề cử        | [ 42 ]        |
| 2017 | Giải Gotham Independent Film                         | Phim hay nhất                                                | Call Me by Your Name     | Đoạt giải    | [ 43 ]        |
| 2017 | Giải Gotham Independent Film                         | Giải khán giả                                                | Call Me by Your Name     | Đề cử        | [ 43 ]        |
| 2017 | Giải IndieWire Critics Poll                          | Phim hay nhất                                                | Call Me by Your Name     | Vị trí thứ 7 | [ 44 ]        |
| 2017 | Giải IndieWire Critics Poll                          | Đạo diễn xuất sắc nhất                                       | Call Me by Your Name     | Vị trí thứ 2 | [ 44 ]        |
| 2017 | Liên hoan phim Lisbon & Estoril                      | Phim hay nhất                                                | Call Me by Your Name     | Đoạt giải    | [ 45 ]        |
| 2017 | Liên hoan phim Lisbon & Estoril                      | Giải khán giả                                                | Call Me by Your Name     | Đề cử        | [ 45 ]        |
| 2017 | Liên hoan phim Ljubljana International               | Phim hay nhất                                                | Call Me by Your Name     | Đoạt giải    | [ 46 ]        |
| 2017 | Giải Los Angeles Film Critics Association            | Phim hay nhất                                                | Call Me by Your Name     | Đoạt giải    | [ 47 ]        |
| 2017 | Giải Los Angeles Film Critics Association            | Đạo diễn xuất sắc nhất                                       | Call Me by Your Name     | Đoạt giải    | [ 47 ]        |
| 2017 | Ủy ban Quốc gia về Phê bình Điện ảnh                 | Top 10 bộ Phim của năm                                       | Call Me by Your Name     | Đoạt giải    | [ 48 ]        |
| 2017 | Liên hoan phim quốc tế Melbourne                     | Phim hay nhất                                                | Call Me by Your Name     | Đoạt giải    | [ 49 ]        |
| 2017 | Liên hoan phim quốc tế Miskolc                       | Giải Emeric Pressburger                                      | Call Me by Your Name     | Đoạt giải    | [ 50 ]        |
| 2017 | Hiệp hội phê bình phim trực tuyến                    | Phim hay nhất                                                | Call Me by Your Name     | Đề cử        | [ 51 ]        |
| 2017 | Giải San Diego Film Critics Society                  | Phim hay nhất                                                | Call Me by Your Name     | Đề cử        | [ 52 ]        |
| 2017 | Giải San Francisco Film Critics Circle               | Phim hay nhất                                                | Call Me by Your Name     | Đề cử        | [ 53 ]        |
| 2017 | Liên hoan phim quốc tế San Sebastián                 | Phim hay nhất                                                | Call Me by Your Name     | Đề cử        | [ 54 ]        |
| 2017 | Liên hoan phim quốc tế St. Louis                     | Giải bình chọn của Khán giả                                  | Call Me by Your Name     | Đoạt giải    | [ 55 ]        |
| 2017 | Liên hoan phim Sydney                                | Giải khán giả                                                | Call Me by Your Name     | Vị trí thứ 2 | [ 56 ]        |
| 2017 | Liên hoan phim quốc tế Toronto                       | Giải Sự lựa chọn của Công chúng                              | Call Me by Your Name     | Vị trí thứ 3 | [ 57 ]        |
| 2017 | Village Voice Film Poll                              | Đạo diễn xuất sắc nhất                                       | Call Me by Your Name     | Vị trí thứ 4 | [ 58 ]        |
| 2017 | Giải Washington D.C. Area Film Critics Association   | Phim hay nhất                                                | Call Me by Your Name     | Đề cử        | [ 59 ]        |
| 2018 | Giải AACTA International                             | Đạo diễn xuất sắc nhất                                       | Call Me by Your Name     | Đề cử        | [ 60 ]        |
| 2018 | Giải Oscar                                           | Giải Oscar cho phim hay nhất                                 | Call Me by Your Name     | Đề cử        | [ 61 ]        |
| 2018 | Giải American Film Institute                         | Top 10 phim của năm                                          | Call Me by Your Name     | Đoạt giải    | [ 62 ]        |
| 2018 | Giải Amanda                                          | Phim nói tiếng nước ngoài hay nhất                           | Call Me by Your Name     | Đề cử        | [ 63 ]        |
| 2018 | Giải Austin Film Critics Association                 | Phim hay nhất                                                | Call Me by Your Name     | Đề cử        | [ 64 ]        |
| 2018 | Giải thưởng Điện ảnh Viện Hàn lâm Anh quốc           | Phim hay nhất                                                | Call Me by Your Name     | Đề cử        | [ 65 ]        |
| 2018 | Giải thưởng Điện ảnh Viện Hàn lâm Anh quốc           | Đạo diễn xuất sắc nhất                                       | Call Me by Your Name     | Đề cử        | [ 65 ]        |
| 2018 | Giải Critics' Choice Movie                           | Đạo diễn xuất sắc nhất                                       | Call Me by Your Name     | Đề cử        | [ 66 ]        |
| 2018 | Giải Dorian                                          | Phim của Năm                                                 | Call Me by Your Name     | Đoạt giải    | [ 67 ]        |
| 2018 | Giải Dorian                                          | Đạo diễn của năm (phim điện ảnh và truyền hình)              | Call Me by Your Name     | Đề cử        | [ 67 ]        |
| 2018 | Giải Dorian                                          | Phim về chủ đề LGBTQ của năm                                 | Call Me by Your Name     | Đoạt giải    | [ 67 ]        |
| 2018 | Giải Empire                                          | Phim hay nhất                                                | Call Me by Your Name     | Đề cử        | [ 68 ]        |
| 2018 | Giải thưởng Điện ảnh châu Âu                         | Giải bình chọn của Công chúng cho phim Châu Âu hay nhất      | Call Me by Your Name     | đang xem xét | [ 69 ]        |
| 2018 | Giải Georgia Film Critics Association                | Phim hay nhất                                                | Call Me by Your Name     | Đề cử        | [ 70 ]        |
| 2018 | Giải Gold Derby                                      | Phim hay nhất                                                | Call Me by Your Name     | Đoạt giải    | [ 71 ]        |
| 2018 | Giải Gold Derby                                      | Đạo diễn xuất sắc nhất                                       | Call Me by Your Name     | Đề cử        | [ 71 ]        |
| 2018 | Giải Golden Ciak                                     | Phim hay nhất                                                | Call Me by Your Name     | Đoạt giải    | [ 72 ]        |
| 2018 | Giải Golden Ciak                                     | Nhà sản xuất xuất sắc nhất                                   | Call Me by Your Name     | Đề cử        | [ 72 ]        |
| 2018 | Giải Quả cầu vàng                                    | Phim chính kịch hay nhất                                     | Call Me by Your Name     | Đề cử        | [ 73 ]        |
| 2018 | Giải Houston Film Critics Society                    | Phim hay nhất                                                | Call Me by Your Name     | Đề cử        | [ 74 ]        |
| 2018 | Giải Independent Spirit                              | Phim hay nhất                                                | Call Me by Your Name     | Đề cử        | [ 75 ]        |
| 2018 | Giải Independent Spirit                              | Đạo diễn xuất sắc nhất                                       | Call Me by Your Name     | Đề cử        | [ 75 ]        |
| 2018 | Giải International Cinephile Society                 | Phim hay nhất                                                | Call Me by Your Name     | Đoạt giải    | [ 76 ]        |
| 2018 | Giải International Cinephile Society                 | Đạo diễn xuất sắc nhất                                       | Call Me by Your Name     | Á quân       | [ 76 ]        |
| 2018 | Giải London Film Critics' Circle                     | Phim của Năm                                                 | Call Me by Your Name     | Đề cử        | [ 77 ]        |
| 2018 | Giải London Film Critics' Circle                     | Đạo diễn của Năm                                             | Call Me by Your Name     | Đề cử        | [ 77 ]        |
| 2018 | Liên hoan phim Los Angeles Italia                    | Giải thưởng xuất sắc                                         | Call Me by Your Name     | Đoạt giải    | [ 78 ]        |
| 2018 | Giải Ruy băng Bạc                                    | Phim hay nhất                                                | Call Me by Your Name     | Đề cử        | [ 79 ]        |
| 2018 | Giải Ruy băng Bạc                                    | Đạo diễn xuất sắc nhất                                       | Call Me by Your Name     | Đề cử        | [ 79 ]        |
| 2018 | Giải Producers Guild of America                      | Phim chiếu rạp hay nhất                                      | Call Me by Your Name     | Đề cử        | [ 80 ]        |
| 2018 | Giải Satellite                                       | Phim hay nhất                                                | Call Me by Your Name     | Đề cử        | [ 81 ]        |
| 2018 | Liên hoan phim Venezia                               | Sư tử vàng                                                   | Suspiria                 | Đề cử        | [ 82 ] [ 83 ] |
| 2018 | Liên hoan phim Venezia                               | Queer Lion                                                   | Suspiria                 | Đề cử        | [ 82 ] [ 83 ] |